# Alosterna chalybeella
Alosterna chalybeella är en skalbaggsart som först beskrevs av Bates 1884.  Alosterna chalybeella ingår i släktet Alosterna och familjen långhorningar. Inga underarter finns listade i Catalogue of Life.